# Anders Bartholdy
Anders Bartholdy (født 1980) er vejrvært på DR. Han debuterede i et vikariat i 2010 og har siden 2012 været fastansat på deltid. 
Som vejrvært leverer han vejrudsigter til TV-avisen, DR2s nyheder, P4s regioner, dr.dk og på de sociale medier.
Han er uddannet cand.scient. i geografi og geoinformatik fra Københavns Universitet i 2009. 
Ved siden af jobbet som vejrvært arbejder Anders Bartholdy som lærer på Espergærde Gymnasium og  HF, hvor han underviser i naturgeografi.
Privat er Anders Bartholdy gift, far til to børn og bosat i Humlebæk.